# قلمندر

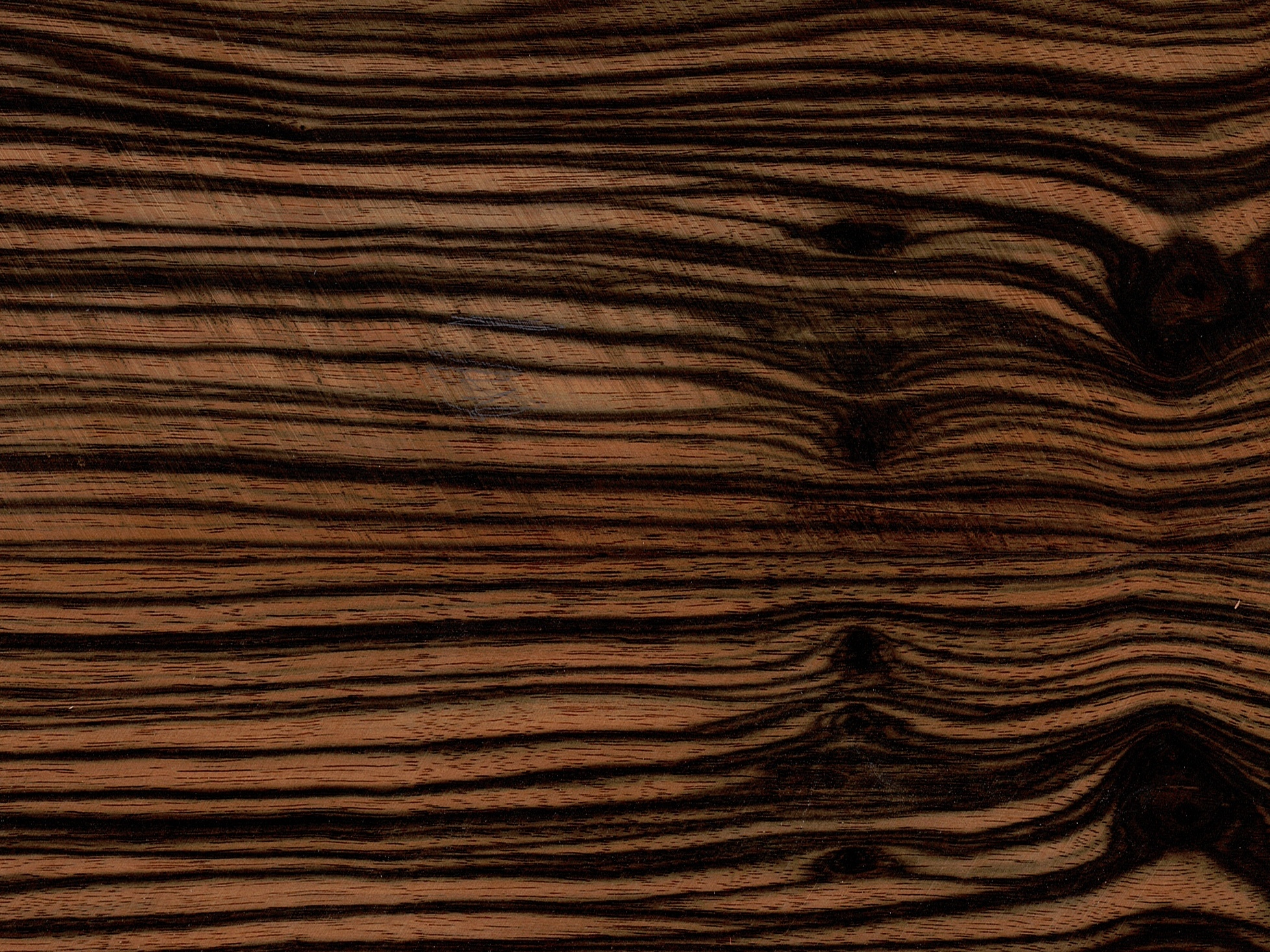

القَلَمندر أو القُرُمَندِل هو خشب صلب ثمين يُحصل عليه من أحد أنواع الخرمال، مهده الهند وسَرِلَنكة. يُعرف باسم خشب الأبنوس المتنوع في الإنكليزية، ويرتبط ارتباطًا وثيقًا بخشب الأبنوس الأصلي، ولكن يُحصل عليه من أنواع مختلفة من نفس الجنس. الخشب ملون بخطوط من اللون الأسود الغامق والبني العسلي وهو ثقيل جدًا وصلب مقارنة مع معظم الأخشاب الأخرى. يأتي اسم «قلمندر» من كورومنديل ، في إشارة إلى ساحل قُرُمَندِل في الهند حيث صُدّر هناك أول مرة.   يُستخدم في النجارة والصخور والنحت.